# Лормање
Лормање (словен. Lormanje) је насељено место у општини Ленарт, Подравска регија, Словенија.

## Историја
До територијалне реорганизације у Словенији било је у саставу старе општине Ленарт.

## Становништво
У попису становништва из 2011. године, Лормање је имало 170 становника.
| Број становника према пописима | Број становника према пописима | Број становника према пописима |
| ------------------------------ | ------------------------------ | ------------------------------ |
| 1991                           | 2002                           | 2011                           |
| 181                            | 164                            | 170                            |

Напомена: Године 1952. повећано за насеље Шуманово, које је укинуто.